# 曾思妮
曾思妮（1988年1月3日—），出生于广东省云浮市云安县，中国残疾人自行车运动员。10岁时因被人持刀行凶砍伤大腿导致失血过多而被截肢。2004年7月被选入市队，2011年9月通过选拔进入中国国家残疾人自行车队。2012年，曾思妮首次代表中国参加在伦敦举行的残奥会。

## 主要荣誉
- 2012年夏季残奥会：
  -  金牌：场地自行车女子个人争先赛决赛 C1-3